# MCHR2
MCHR2 (англ. Melanin concentrating hormone receptor 2) – білок, який кодується однойменним геном, розташованим у людей на короткому плечі 6-ї хромосоми. Довжина поліпептидного ланцюга білка становить 340 амінокислот, а молекулярна маса — 38 849.
| 10         |  | 20         |  | 30         |  | 40         |  | 50         |
| ---------- |  | ---------- |  | ---------- |  | ---------- |  | ---------- |
| MNPFHASCWN |  | TSAELLNKSW |  | NKEFAYQTAS |  | VVDTVILPSM |  | IGIICSTGLV |
| GNILIVFTII |  | RSRKKTVPDI |  | YICNLAVADL |  | VHIVGMPFLI |  | HQWARGGEWV |
| FGGPLCTIIT |  | SLDTCNQFAC |  | SAIMTVMSVD |  | RYFALVQPFR |  | LTRWRTRYKT |
| IRINLGLWAA |  | SFILALPVWV |  | YSKVIKFKDG |  | VESCAFDLTS |  | PDDVLWYTLY |
| LTITTFFFPL |  | PLILVCYILI |  | LCYTWEMYQQ |  | NKDARCCNPS |  | VPKQRVMKLT |
| KMVLVLVVVF |  | ILSAAPYHVI |  | QLVNLQMEQP |  | TLAFYVGYYL |  | SICLSYASSS |
| INPFLYILLS |  | GNFQKRLPQI |  | QRRATEKEIN |  | NMGNTLKSHF |  |            |

A: Аланін

C: Цистеїн

D: Аспарагінова кислота

E: Глутамінова кислота

F: Фенілаланін

G: Гліцин

H: Гістидин

I: Ізолейцин

K: Лізин

L: Лейцин

M: Метіонін

N: Аспарагін

P: Пролін

Q: Глутамін

R: Аргінін

S: Серин

T: Треонін

V: Валін

W: Триптофан

Кодований геном білок за функціями належить до рецепторів, g-білокспряжених рецепторів, білків внутрішньоклітинного сигналінгу. 
Локалізований у клітинній мембрані, мембрані.